# Sternbergschloss Meeder

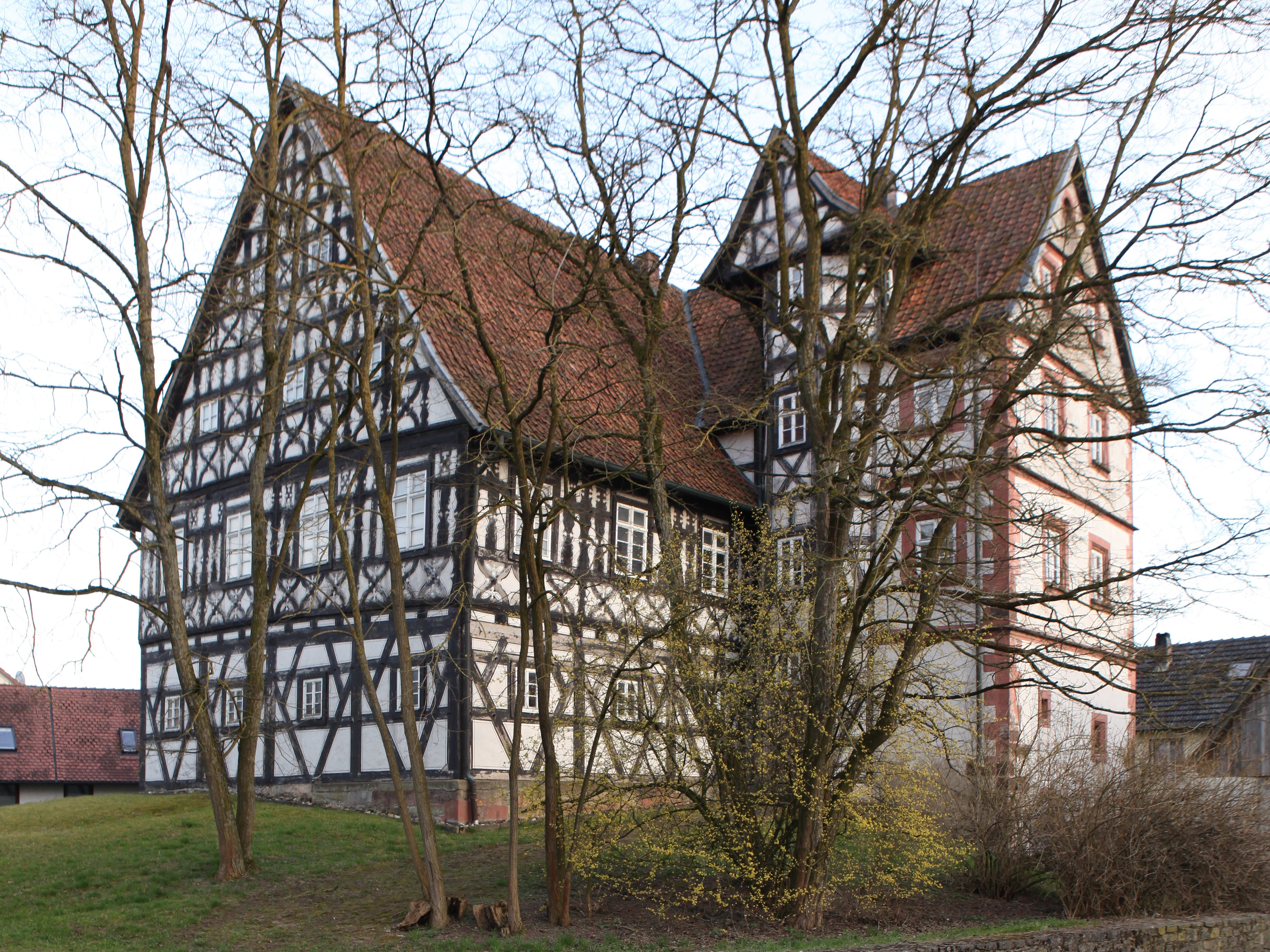
Sternbergschloss

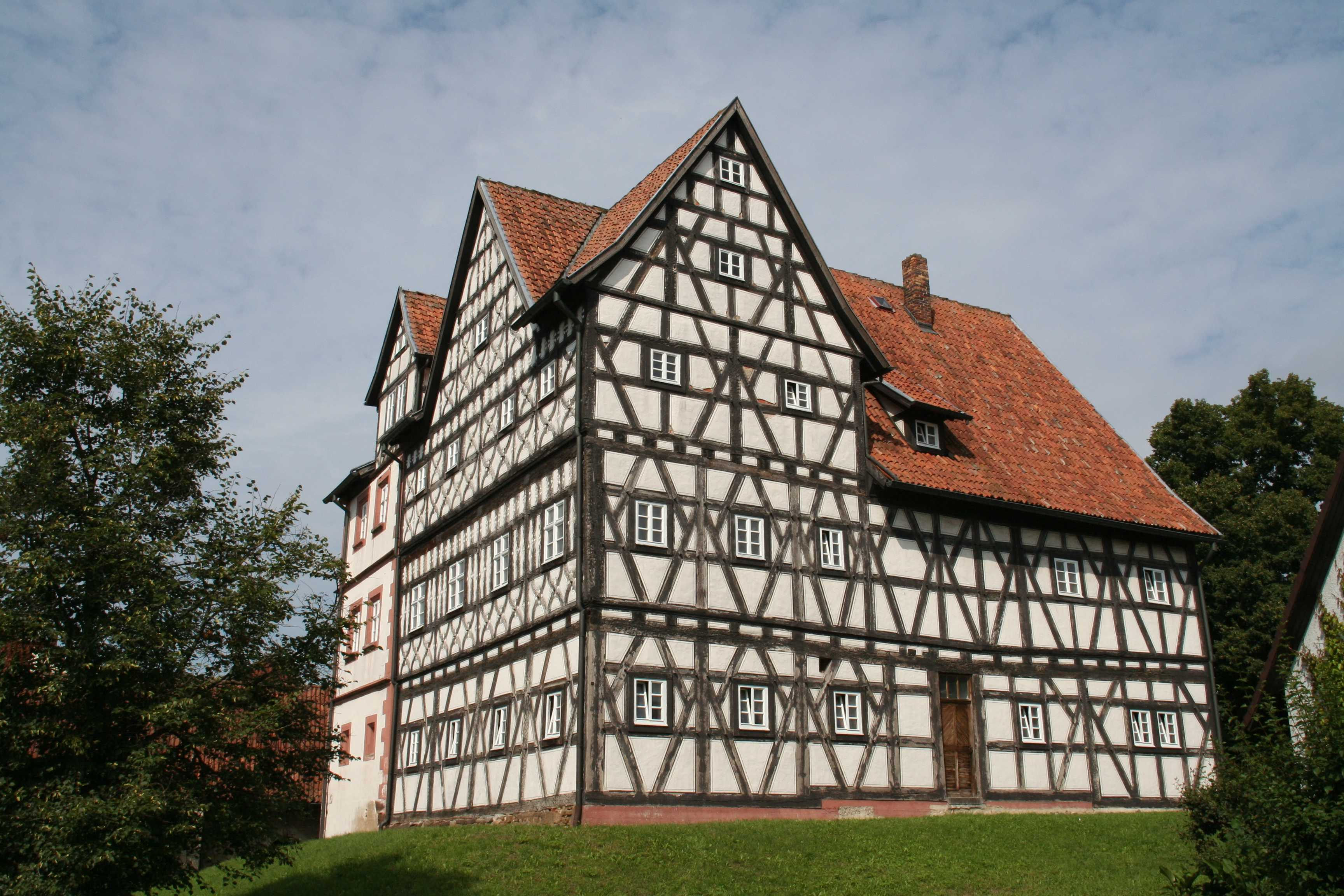
Süd-Ostfassade

Das Sternbergschloss Meeder steht auf einem Turmhügel inmitten der oberfränkischen Gemeinde Meeder. Es gehörte zu einer Wasserburganlage aus dem 11. Jahrhundert, entwickelte sich zu einem Rittergut und wurde 1624 zu einem Schloss im Stile der Renaissance grundlegend umgebaut.

## Geografische Lage
Acht Kilometer nordwestlich von Coburg breitet sich zwischen den Langen Bergen im Norden und dem Callenberger Forst im Süden eine weite, fruchtbare Ebene aus, die ursprünglich sumpfiges Land war. In der geografischen Mitte der Ebene liegt Meeder. Das Sternbergschloss befindet sich im südlichen Kernbereich des Ortes in der Bahnhofstraße 7.

## Geschichte
Vereinzelt konnten in dem Gebiet des heutigen Ortes Meeder Ansiedlungen aus der Zeit um 800 v. Chr. nachgewiesen werden. Historiker nehmen an, dass die zu dieser Zeit benannte Siedlung Moydere (= sumpfiges Gebiet) bereits bestanden hat, aus dem das spätere Meeder entstanden sein könnte. In einer Schenkungsurkunde der Königin Richeza aus dem Jahr 1056 wird der Ort Molire erwähnt, bei dem man annimmt, dass es sich ebenfalls um das damalige Meeder handelte. Ort und Schloss wurden 1074 erstmals eindeutig in einer Urkunde benannt.
In der Folgezeit entstanden um die Motte herum Wirtschaftsgebäude, die als Hofgut von der auf Schloss Callenberg sitzenden Ministerialenfamilie von Sternberg bewirtschaftet wurden. Die Sternberger waren ein fränkisches Adelsgeschlecht und mit der ernestinischen Linie der Wettiner verbunden. Im Hochmittelalter war aus der Motte ein frei eigentümliches Rittergut mit Wassergraben geworden, auf dem auch der herrschaftliche Vogt sein befestigtes Anwesen hatte.
Nach dem Tod des letzten Sternberger Lehnsmannes auf Schloss Callenberg im Jahr 1588 ging es als offenes Lehen an Herzog Johann Casimir von Sachsen-Coburg. In der Pfarrkirche St. Laurentius befinden sich einige Grabmäler der Sternberger, auf denen ihre Namen, Lebensdaten und Ahnen nachzulesen sind. Herzog Casimir, der Schloss Callenberg fortan selbst nutzte und ausbauen ließ, übereignete 1592 dem Kantor Max Amling den Meederer Besitz. Ameling ließ, wie in einer Bauinschrift an einem der Südfenster des Schlosses noch zu lesen ist, 1624 einen tiefgreifenden Umbau ausführen, bei dem die heutige Erscheinung des Schlosses entstand.
Bis 1632 ging der Dreißigjährige Krieg fast spurlos an Meeder vorüber, bis zum Ende der Auseinandersetzungen Kronacher Soldaten im Ort Quartier nahmen, die Anwesen ausplünderten und brandschatzten. Nach Max Ameling übernahm sein Sohn Johann Christian das Anwesen bis 1675, danach dessen Nachkommen. Um 1700 wechselte der Besitz auf den königlich preußischen Hauptmann Johann Ludwig von Eckersberg, der ihn 1764 an Peter Meyer und dessen Ehefrau Margaretha verkaufte, die wiederum im Schloss einen Gasthof einrichteten. 1878 kam durch Johann Meyer eine Brauerei hinzu. Nach dem Zweiten Weltkrieg wurde die seit einigen Jahren geschlossene Gaststätte nicht wieder eröffnet, die Brauerei an anderer Stelle bis 1983 weiter geführt. Flüchtlingsfamilien bewohnten das Gebäude, für einige Zeit war ein Einkaufsladen in den Räumen des Schlosses.
Das unbewohnte Schloss verfiel zusehends, bis es 1972–1982 von allen nicht ursprünglichen Anbauten befreit und grundlegend renoviert wurde. Seitdem befindet es sich in Privatbesitz und ist wieder dem Verfall preisgegeben. Für den 25. Juni 2015 ist eine öffentliche Versteigerung des Schlosses zum Mindestgebot von 10.000 € angesetzt.

## Beschreibung
Ursprünglich bestand die Schlossanlage auf dem Turmhügel aus einem, von Palisaden umgebenen, hölzernen Turm, der im späten Mittelalter durch einen steinernen Wohnturm ersetzt wurde. Die hölzerne Umfriedung wich einer Befestigungsmauer, deren Überreste teilweise in zum Schloss gehörenden Wirtschaftsgebäuden erhalten sind.
Max Amling hob 1624 den Wehrcharakter des Wohnturms auf, indem er, unter Einbeziehung der bestehenden Bausubstanz, nach Nordosten einen zweiflügeligen Anbau in gleicher Höhe errichten ließ. Der alte Wohnturm erhielt dabei größere Fenster und einen Giebel und die Obergeschosse entstanden in Holzbauweise mit gliedernden Zwerchgiebeln und Zierfachwerk. Amling ließ die Gräben zuschütten und die Umfassungsmauer entfernen. Ein achteckiger Treppenturm wurde so in den inneren Winkel der zwei Flügel eingebaut, dass er nur zu einem Drittel aus der Fassade ragt. Im Treppenturm führt eine Holzwendeltreppe in die oberen Stockwerke.
Ein Teil der einst reichen Stuckausstattung ist an Decken und Wänden aus der Zeit Amlings noch erhalten. Im ersten Obergeschoss finden sich an zwei Decken die sechs christlichen Tugenden sowie eine Darstellung von Mariä Verkündigung und an einer Wand die vier Evangelisten mit ihren Symbolen. Die Decke und eine Wand im zweiten Obergeschoss zieren die allegorischen Gestalten der vier Jahreszeiten sowie Engelsköpfe und eine Elster.